# Койстинен, Вилле
Вилле Койстинен (фин. Ville Koistinen; 17 июня 1982, Оулу) — финский хоккеист, защитник. Воспитанник клуба «Ильвес». В настоящее время является игроком клуба «Лангнау Тайгерс», выступающего в швейцарской лиге.

## Карьера
Вилле Койстинен начал свою профессиональную карьеру в 2000 году в составе родного клуба финской СМ-Лиги «Ильвес», выступая до этого за его фарм-клуб. В своём дебютном сезоне Вилле провёл на площадке 11 матчей, набрав 1 (0+1) очко, став вместе с командой бронзовым призёром финского первенства. Начиная со следующего сезона, Койстинен, несмотря на возраст, сумел стать одним из основных защитников клуба. Всего в составе «Ильвеса» Вилле выступал на протяжении шести сезонов, набрав за это время 87 (26+61) очков в 257 проведённых матчах.
18 мая 2006 года Койстинен принял решение отправиться в Северную Америку, подписав однолетний контракт с «Нэшвилл Предэйторз». В своём дебютном сезоне за океаном Вилле выступал за фарм-клуб «хищников» «Милуоки Эдмиралс», набрав 43 (9+34) очка, а также став участником матча «Всех звёзд», а уже в следующем году он дебютировал в Национальной хоккейной лиге. 27 декабря 2007 года в матче против «Коламбус Блю Джэкетс», который завершился победой «Нэшвилла» со счётом 4:3, Койстинен забросил свою первую шайбу в лиге, которая стала победной в той игре. Всего в сезоне 2007/08 Вилле провёл 48 матчей, в которых он набрал 17 (4+13) очков, после чего руководство «Предэйторз» приняло решение продлить соглашение с игроком ещё на один год.
В следующем сезоне, тем не менее, показатели Койстинена несколько упали — в 38 матчах он набрал 11 (3+8) очков, и 1 июля 2010 года он покинул клуб, заключив соглашение с «Флоридой Пантерз», в составе которой Вилле однако провёл лишь 17 матчей, после чего 25 ноября был выставлен на драфт отказов. На следующий день Койстинен был командирован в АХЛ в состав клуба «Рочестер Американс», где по причине травмы он сыграл лишь в 8 играх, пропустив остаток сезона. Летом 2010 года Вилле покинул «Флориду» и вернулся в Европу, подписав однолетний контракт со шведским «Шеллефтео», в составе которого в сезоне 2010/11 он набрал 12 (4+8) очков в 31 проведённом матче.
23 мая 2011 года Койстинен заключил однолетнее соглашение с родным «Ильвесом», однако уже 23 декабря, находясь в ранге лучшего бомбардира клуба, он перешёл в новосибирскую «Сибирь». Тем не менее, в российском клубе Вилле так и не сыграл, так как сразу после выездного матча против уфимского «Салавата Юлаева», в котором он участия не принял, было объявлено о его возвращении в «Ильвес». 30 декабря, неожиданно для многих, было объявлено о подписании Койстиненом контракта сроком на два сезона с тем же «Салаватом Юлаевым».
12 января 2012 года в матче против омского «Авангарда» Вилле дебютировал в Континентальной хоккейной лиге, проведя на площадке больше 16 минут. Тем не менее, за оставшуюся часть сезона Койстинен по причине травмы сумел принять участие лишь в пяти матчах команды, после чего, 27 апреля было объявлено о расторжении контракта между ним и уфимским клубом по обоюдному согласию сторон. Ровно через месяц Вилле принял решение вернуться в «Ильвес», заключив с ним однолетнее соглашение.

### Международная
В составе сборной Финляндии Вилле Койстинен принимал участие в чемпионатах мира 2007, 2008 и 2009 годов, которые принесли ему серебряные и бронзовые награды. Всего на счету Вилле 15 проведённых матчей и 5 (2+3) набранных очков в составе сборной.

## Достижения
- Бронзовый призёр чемпионата Финляндии 2000.
- Лучший бомбардир-защитник чемпионата Финляндии 2006.
- Участник матча «Всех звёзд» АХЛ 2007.
- Серебряный призёр чемпионата мира 2007.
- Бронзовый призёр чемпионата мира 2008.
- Серебряный призёр чемпионата Швеции 2011.

## Статистика выступлений
Последнее обновление: 28 мая 2012 года
|                 |                    |                 | Регулярный сезон | Регулярный сезон | Регулярный сезон | Регулярный сезон | Регулярный сезон | Регулярный сезон | Плей-офф | Плей-офф | Плей-офф | Плей-офф | Плей-офф | Плей-офф |
| Сезон           | Команда            | Лига            | Игр              | Г                | П                | Очк              | +/-              | Штр              | Игр      | Г        | П        | Очк      | +/-      | Штр      |
| --------------- | ------------------ | --------------- | ---------------- | ---------------- | ---------------- | ---------------- | ---------------- | ---------------- | -------- | -------- | -------- | -------- | -------- | -------- |
| 1997/98         | Ильвес-U18         | Jr. B SM-sarja  | 4                | 0                | 0                | 0                | --               | 16               | —        | —        | —        | —        | —        | —        |
| 1998/99         | Ильвес-U18         | Jr. B SM-sarja  | 34               | 4                | 10               | 14               | --               | 86               | —        | —        | —        | —        | —        | —        |
| 1998/99         | Ильвес-U20         | Jr. A SM-Liiga  | 1                | 0                | 0                | 0                | --               | 2                | —        | —        | —        | —        | —        | —        |
| 1999/00         | Ильвес-U18         | Jr. B SM-sarja  | 14               | 4                | 6                | 10               | --               | 69               | —        | —        | —        | —        | —        | —        |
| 1999/00         | Ильвес-U20         | Jr. A SM-Liiga  | 34               | 4                | 2                | 6                | +1               | 40               | —        | —        | —        | —        | —        | —        |
| 2000/01         | Ильвес-U20         | Jr. A SM-Liiga  | 26               | 1                | 8                | 9                | --               | 101              | —        | —        | —        | —        | —        | —        |
| 2000/01         | Ильвес             | СМ-Лига         | 6                | 0                | 0                | 0                | -2               | 0                | 5        | 0        | 1        | 1        | --       | 0        |
| 2001/02         | Ильвес-U20         | Jr. A SM-Liiga  | 6                | 2                | 2                | 4                | -5               | 16               | —        | —        | —        | —        | —        | —        |
| 2001/02         | Ильвес             | СМ-Лига         | 53               | 1                | 8                | 9                | -6               | 42               | —        | —        | —        | —        | —        | —        |
| 2002/03         | Ильвес-U20         | Jr. A SM-Liiga  | 1                | 0                | 0                | 0                | --               | 10               | —        | —        | —        | —        | —        | —        |
| 2002/03         | Ильвес             | СМ-Лига         | 18               | 4                | 1                | 5                | +2               | 8                | —        | —        | —        | —        | —        | —        |
| 2003/04         | Ильвес             | СМ-Лига         | 54               | 7                | 16               | 23               | +14              | 51               | 7        | 0        | 2        | 2        | --       | 0        |
| 2004/05         | Ильвес             | СМ-Лига         | 51               | 6                | 14               | 20               | -3               | 69               | 3        | 0        | 0        | 0        | -3       | 0        |
| 2005/06         | Ильвес             | СМ-Лига         | 56               | 8                | 26               | 34               | -2               | 70               | 4        | 0        | 1        | 1        | -1       | 2        |
| 2006/07         | Милуоки Эдмиралс   | АХЛ             | 59               | 9                | 32               | 41               | -4               | 44               | 4        | 0        | 2        | 2        | +1       | 4        |
| 2007/08         | Нэшвилл Предэйторз | НХЛ             | 48               | 4                | 13               | 17               | +13              | 18               | —        | —        | —        | —        | —        | —        |
| 2008/09         | Нэшвилл Предэйторз | НХЛ             | 38               | 3                | 8                | 11               | --               | 14               | —        | —        | —        | —        | —        | —        |
| 2009/10         | Флорида Пантерз    | НХЛ             | 17               | 1                | 3                | 4                | +1               | 8                | —        | —        | —        | —        | —        | —        |
| 2009/10         | Рочестер Американс | АХЛ             | 8                | 1                | 1                | 2                | -3               | 4                | —        | —        | —        | —        | —        | —        |
| 2010/11         | Шеллефтео          | Элитная серия   | 31               | 4                | 8                | 12               | +1               | 28               | —        | —        | —        | —        | —        | —        |
| 2011/12         | Ильвес             | СМ-Лига         | 28               | 7                | 10               | 17               | -9               | 18               | —        | —        | —        | —        | —        | —        |
| 2011/12         | Салават Юлаев      | КХЛ             | 3                | 0                | 0                | 0                | +1               | 2                | 2        | 0        | 0        | 0        | -1       | 2        |
| Всего в НХЛ     | Всего в НХЛ        | Всего в НХЛ     | 103              | 8                | 24               | 32               | +14              | 40               | —        | —        | —        | —        | —        | —        |
| Всего в КХЛ     | Всего в КХЛ        | Всего в КХЛ     | 3                | 0                | 0                | 0                | +1               | 2                | 2        | 0        | 0        | 0        | -1       | 2        |
| Всего в карьере | Всего в карьере    | Всего в карьере | 590              | 70               | 168              | 238              | -1               | 716              | 25       | 0        | 6        | 6        | -4       | 8        |

### Международная
| Турнир  | Место | Игр | Г | П | Очк | +/- | Штр |
| ------- | ----- | --- | - | - | --- | --- | --- |
| ЧМ-2007 |       | 2   | 0 | 0 | 0   | +3  | 2   |
| ЧМ-2008 |       | 9   | 1 | 1 | 2   | +2  | 4   |
| ЧМ-2009 | 5     | 4   | 1 | 2 | 3   | --  | 4   |